# 妙寺站
妙寺站（日语：／ Myōji eki */?）是位於和歌山縣伊都郡葛城町丁之町2227番4號，西日本旅客鐵道（JR西日本）的和歌山線車站。

## 歷史
- 1900年（明治33年）11月25日 - 紀和鐵道（日语：紀和鉄道）橋本站至粉河站之間開通，此站啟用[1]。
- 1904年（明治37年）12月9日 - 南和鐵道路線由關西鐵道繼承，成為關西鐵道車站[1]。
- 1907年（明治40年）10月1日 - 關西鐵道被國有化（日语：鉄道国有法），成為帝國鐵道廳車站[1]。
- 1909年（明治42年）10月12日 - 制定路線名稱，成為和歌山線車站[1]。
- 1987年（昭和62年）4月1日 - 伴隨國鐵分割民營化，車站由西日本旅客鐵道（JR西日本）營運[1][2]。
- 2020年（令和2年）3月14日 - 車站開始可以使用IC卡「ICOCA」[3]。

## 車站構造
車站是一座地面車站，設有2面2線的單式月台。車站大樓位於1號月台側（下行）。兩月台之間設有露天跨線橋。2號月台原本是島式月台，後來中線部分路軌被撒走。另外，王寺和和歌山一方均設置了安全側線。
此站是由橋本站管理的無人車站。曾經此站設有職員當值，當時設有車站大樓。現時的車站大樓變成了「觀光物產中心·妙寺站Marche」。此站設有廁所。

### 月台
| 月台 | 路線     | 上下行 | 方向             |
| ---- | -------- | ------ | ---------------- |
| 1    | 和歌山線 | 下行   | 粉河、和歌山方向 |
| 2    | 和歌山線 | 上行   | 橋本、五條方向   |

## 使用狀況
以下為1日平均乘車人次：
| 年度 | 1日平均 乘車人次 |
| ---- | ---------------- |
| 1998 | 570              |
| 1999 | 559              |
| 2000 | 561              |
| 2001 | 538              |
| 2002 | 468              |
| 2003 | 452              |
| 2004 | 474              |
| 2005 | 466              |
| 2006 | 469              |
| 2007 | 465              |
| 2008 | 486              |
| 2009 | 458              |
| 2010 | 486              |
| 2011 | 456              |
| 2012 | 418              |
| 2013 | 413              |
| 2014 | 403              |
| 2015 | 367              |
| 2016 | 342              |
| 2017 | 301              |
| 2018 | 277              |

## 車站周邊
- 和歌山縣立紀之川高等學校（日语：和歌山県立紀の川高等学校）
- 葛城町立妙寺中學（日语：かつらぎ町立妙寺中学校）
- 葛城公園
- 平和祈念像（平和地藏尊）
- 妙寺區檢察廳（日语：妙寺区検察庁）
- 丹生酒殿神社…世界遺產「紀伊山地的聖地及朝聖路」附加登錄的高野參拜道（日语：高野街道#世界遺産）之一「三谷坂（日语：三谷坂 (高野参詣道)）」之起點

## 巴士路線
葛城町社區巴士
- 「妙寺站前」巴士站
  - 河南路線
    - 前往和醫大紀北分院前／前往西澀田西

上述路線每日3往返班次（12月31日～1月3日暫停服務）。

## 相鄰車站
西日本旅客鐵道（JR西日本）
 和歌山線
■快速（粉河站以東各站停車）、■普通
中飯降－妙寺－大谷

## 注腳
1. 1 2 3 4 5 6  曾根悟（監修）. 朝日新聞出版分冊百科編集部（編集） , 编. . 週刊朝日百科. 42号 阪和線・和歌山線・桜井線・湖西線・関西空港線. 朝日新聞出版. 2010-05-16: 20–21 （日语）.
2. ↑  『交通年鑑 昭和63年版』 交通協力會，1988年3月。
3. ↑   (PDF) (新闻稿). 西日本旅客鉄道和歌山支社. 2019-12-13  [2021-01-08]. （原始内容存档 (PDF)于2021-01-04） （日语）.
4. ↑  《和歌山縣統計年鑑》和《和歌山縣公共交通機關等資料集》

## 外部連結
- 妙寺｜車站資訊：JR出門網 - 西日本旅客鐵道（日語）